# Cuba ai Giochi della II Olimpiade
Cuba partecipò ai Giochi della II Olimpiade che si sono svolti a Parigi dal 14 maggio al 28 ottobre 1900. Il paese caraibico, all'epoca territorio statunitense, fu rappresentato da un solo atleta, Ramón Fonst.

## Medaglie

### Medagliere per discipline
| Sport   | Oro | Argento | Bronzo | Totale |
| ------- | --- | ------- | ------ | ------ |
| Scherma | 1   | 1       | 0      | 2      |
| Totale  | 1   | 1       | 0      | 2      |

### Medaglie d'oro
| Medaglia | Nome        | Sport   | Evento            |
| -------- | ----------- | ------- | ----------------- |
| Oro      | Ramón Fonst | Scherma | Spada individuale |

### Medaglie d'argento
| Medaglia | Nome        | Sport   | Evento                         |
| -------- | ----------- | ------- | ------------------------------ |
| Argento  | Ramón Fonst | Scherma | Spada per maestri e dilettanti |

## Risultati per disciplina

### Scherma
L'unico rappresentante cubano fu Ramón Fonst, il quale ottenne la medaglia d'oro nella gara di spada e la medaglia d'argento nella spada per maestri e dilettanti.